# Bahdżat at-Talhuni
Bahdżat at-Talhuni (arab. بهجت التلهوني, Bahjat at-Talhūnī; ur. 1913, zm. 30 stycznia 1994) – jordański polityk, czterokrotny premier Jordanii w latach 1960–1962, 1964–1965, 1967–1969 i 1969–1970.

## Życiorys
Pochodził z Ma’an. Ukończył studia prawnicze na Uniwersytecie Damasceńskim. Był utożsamiany z tradycyjną jordańską elitą, złożoną z wpływowych rodzin. Po raz pierwszy wszedł do rządu w 1953, obejmując tekę ministra spraw wewnętrznych. Jeszcze w tym samym roku odszedł ze stanowiska i w latach 1954-1960 był szefem Dworu Królewskiego.
W 1960 został po raz pierwszy premierem Jordanii, po zabójstwie Hazzy al-Madżaliego. Uważano go za polityka konserwatywnego i ostrożnego. Równocześnie at-Talhuni  opowiadał się za poprawą, a następnie utrzymywaniem dobrych stosunków z naserowskim Egiptem. Jego gabinet nie wprowadził istotnych zmian, at-Talhuni bez sprzeciwu realizował zalecenia polityczne króla Husajna. Z posłów lojalnych wobec króla składał się również parlament. Działalność rządu nie była pozytywnie oceniania przez społeczeństwo. At-Talhuni pozostał na stanowisku premiera do stycznia 1962, od 1961 był równocześnie ministrem spraw zagranicznych. Po zdymisjonowaniu jego rządu wrócił do pracy w sądownictwie i od 1963 do 1964 ponownie pełnił funkcję szefa Dworu Królewskiego.
Król Husajn mianował go premierem po raz drugi w lipcu 1964. W okresie sprawowania urzędu premiera przez at-Talhuniego poprawiły się stosunki jordańsko-egipskie, za porozumieniem obydwu krajów w granicach Jordanii działała i rozwijała się Organizacja Wyzwolenia Palestyny. Organizacja wysuwała jednak pod adresem rządu coraz dalej idące żądania, co ostatecznie doprowadziło do zmiany kursu z inicjatywy króla Husajna: w lutym 1965 zdymisjonował on at-Talhuniego i po raz drugi nominował premiera Wasfiego at-Talla, zdecydowanego przeciwnika Abdel Nasera oraz jego wpływów w Jordanii, jak również samej OWP.
24 lutego 1967 Husajn ponownie zmienił całkowicie kurs polityczny Jordanii, postanawiając zerwać bliskie relacje z konserwatywnymi państwami arabskimi, na czele z Arabią Saudyjską, sprzymierzyć się natomiast z Abdel Naserem. Zdymisjonował at-Talla i po raz trzeci powołał na premiera at-Talhuniego, co nastąpiło w październiku 1967. Jego rząd utrzymał się do marca 1969. W sierpniu 1969 (inne źródło podaje lipiec) at-Talhuni został premierem po raz czwarty. Król Husajn miał nadzieję, że jego rząd zdoła uspokoić stosunki między dworem a Organizacją Wyzwolenia Palestyny, która de facto zaczęła dążyć do całkowitego przejęcia kontroli w Jordanii. At-Talhuni nie zdołał zrealizować stawianych mu zadań, został zdymisjonowany w czerwcu 1970, jego miejsce ponownie zajął at-Tall. Konfrontacja między monarchią jordańską a OWP zakończyła się krwawym konfliktem wewnętrznym (Czarny Wrzesień), w którym zbrojne organizacje palestyńskie w Jordanii zostały zlikwidowane lub zmuszone do opuszczenia kraju.
W 1973 król Husajn mianował at-Talhuniego senatorem. Były premier sprawował tę funkcję do śmierci w 1994.